# Ángel Galán
Ángel Samuel Galán Cano (Hormigos, 20 de agosto de 1943 - Albacete, 22 de agosto de 2011) fue un ingeniero técnico forestal y político español.

## Biografía
Miembro del Partido Socialista Obrero Español (PSOE), fue secretario general de dicha formación en Albacete entre 1983 y 1987, y secretario general en dicha provincia entre 1987 y 1991. Fue elegido, siempre por la circunscripción de Albacete, diputado al Congreso en la IV Legislatura y senador en la II, III y V Legislatura, en la que presidió la Comisión de Agricultura y Pesca del Senado. Después ocupó distintos puestos como funcionario en el Departamento de Medio Ambiente de la Junta de Comunidades de Castilla-La Mancha.